# Karcsak
Karcsak (perzsa nyelven: قرچک, DMG Qarčak, más néven Qakshak vagy Qareh Chak) egy észak-iráni város.

## Leírása
Karcsak város és közigazgatási körzet (Pers. Bachsch) Teherán tartományban. A 2006. évi népszámláláskor 42 508 családot és összesen 173.832 lakost jegyeztek fel a városban. Karcsak mintegy 35 km-re fekszik Teherántól, a tartomány központjától.